# (12291) Gohnaumann
(12291) Gohnaumann (1991 LJ2) – planetoida z pasa głównego asteroid okrążająca Słońce w ciągu 5,81 lat w średniej odległości 3,23 j.a. Odkryta 6 czerwca 1991 roku.